# 기타우에촌
기타우에촌(일본어: 北上村)은 일본 시즈오카현의 동부, 기미사와군·다가타군에 속했던 촌이다. 현재의 미시마시 북부에 해당한다.

## 지리
옛 이즈쿠니의 북쪽 끝에 해당한다. 미시마의 북쪽 위에 위치하며, 이것이 마을 이름의 유래가 되었다고 한다.

## 역사
- 1889년 4월 1일 - 정촌제 시행에 의해 기미사와군 기타우에촌이 성립하였다.
- 1896년 4월 1일 - 군 통합에 의해 다가타군 기타우에촌이 되었다.
- 1935년 4월 1일 - 미시마정에 편입해, 동일 기타우에촌은 폐지되었다.

## 참고문헌
- 『가도카와 일본 지명 대사전 22 静岡県』。